# Therioaphis langloisi
Therioaphis langloisi är en insektsart. Therioaphis langloisi ingår i släktet Therioaphis och familjen långrörsbladlöss. Inga underarter finns listade i Catalogue of Life.